# Fortsetzungssatz von Tietze
Der Fortsetzungssatz von Tietze (englisch Tietze(’s) extension theorem), auch als  Erweiterungssatz von Tietze oder als Satz von Tietze-Urysohn genannt, ist ein Satz aus dem mathematischen Teilgebiet der Topologie. Er setzt normale topologische Räume mit stetigen Fortsetzungen in Beziehung. Veröffentlicht wurde der Satz im Jahr 1915 von Heinrich Tietze.
Der Satz ist eine Verallgemeinerung des Urysohnschen Lemmas und kann in vielen Fällen angewendet werden, da alle metrischen Räume und alle kompakten Hausdorff-Räume normal sind.

## Fortsetzungssatz von Tietze
Ein topologischer Raum {\displaystyle X} ist genau dann ein normaler Raum, wenn zu jeder auf einer abgeschlossenen Teilmenge {\displaystyle A} von {\displaystyle X} definierten, stetigen Funktion
{\displaystyle f\colon A\rightarrow \mathbb {R} }
eine stetige Funktion
{\displaystyle F\colon X\rightarrow \mathbb {R} }
existiert mit {\displaystyle F|_{A}=f}, d. h. {\displaystyle F(a)=f(a)} für alle {\displaystyle a\in A}. Die Funktion {\displaystyle F} wird als stetige Fortsetzung von {\displaystyle f} bezeichnet.
Dies ist ein reiner Existenzsatz. Bis auf wenige Ausnahmen ist eine solche stetige Fortsetzung nicht eindeutig, d. h., es kann zu gegebener Funktion {\displaystyle f} mehr als eine Funktion {\displaystyle F} mit der gesuchten Eigenschaft geben.

## Stärkere Fassung
Der Fortsetzungssatz von Tietze lässt sich in noch stärkerer Fassung formulieren:
Ein topologischer Raum {\displaystyle X} ist dann und nur dann ein normaler Raum, wenn zu jeder beliebigen stetigen Abbildung der Form  {\displaystyle f\colon A\rightarrow \Pi } mit einem abgeschlossenen {\displaystyle A\subseteq X} und einem aus  Intervallen von  {\displaystyle \mathbb {R} }  bestehenden Produktraum {\displaystyle \Pi } stets eine stetige Fortsetzung {\displaystyle F\colon X\rightarrow \Pi } existiert.
Für die Anwendungen des Satzes ist insbesondere der Fall {\displaystyle f\colon A\rightarrow \mathbb {R} ^{n}} bedeutsam.

## Beispiel
In metrischen Räumen {\displaystyle (X,d)} kann eine Fortsetzung explizit angegeben werden: Es seien {\displaystyle A\subset X} abgeschlossen und {\displaystyle f\in C(A)} nichtnegativ. Dann ist
{\displaystyle F(x):={\begin{cases}f(x),&x\in A\\\inf _{a\in A}\{f(a)+{\frac {d(x,a)}{d(x,A)}}-1\},&x\in X\setminus A\end{cases}}}
eine stetige Fortsetzung von {\displaystyle f} auf ganz {\displaystyle X}.